# Треньяк (кантон)
Тренья́к (фр. Treignac) — кантон во Франции, находится в регионе Лимузен, департамент Коррез. Входит в состав округа Тюль.
Код INSEE кантона — 1924. Всего в кантон Треньяк входят 12 коммун, из них главной коммуной является Треньяк.

## Коммуны кантона
| Коммуна           | Население, чел. (2007) | Почтовый индекс | Код INSEE |
| ----------------- | ---------------------- | --------------- | --------- |
| Афьё              | 368                    | 19260           | 19001     |
| Ве                | 71                     | 19260           | 19281     |
| Ласель            | 140                    | 19170           | 19095     |
| Ле-Лонзак         | 811                    | 19470           | 19118     |
| Л’Эглиз-о-Буа     | 37                     | 19170           | 19074     |
| Мадранж           | 187                    | 19470           | 19122     |
| Пейриссак         | 136                    | 19260           | 19165     |
| Рильяк-Треньяк    | 114                    | 19260           | 19172     |
| Сент-Илер-ле-Курб | 161                    | 19170           | 19209     |
| Суден-Лавинадьер  | 217                    | 19370           | 19262     |
| Треньяк           | 1 384                  | 19260           | 19269     |
| Шамбре            | 1 319                  | 19370           | 19036     |

## Население
Население кантона на 2007 год составляло 4 945 человек.
| 1962  | 1968  | 1975  | 1982  | 1990  | 1999  | 2006  | 2007  |
| ----- | ----- | ----- | ----- | ----- | ----- | ----- | ----- |
| 5 961 | 6 688 | 6 122 | 5 722 | 5 253 | 4 901 | 4 941 | 4 945 |